# Taizō Yokoyama

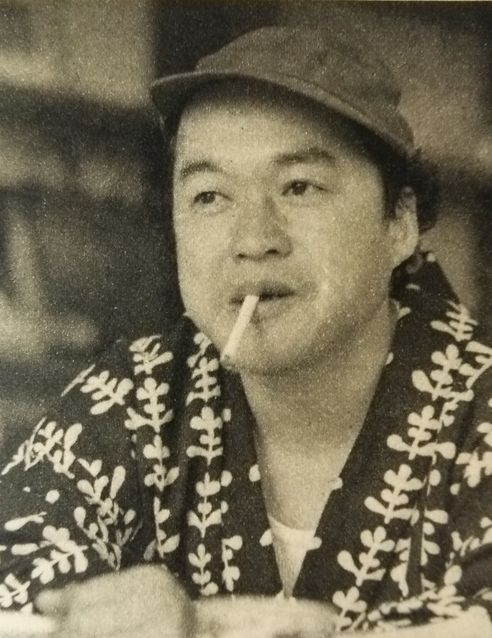
Taizō Yokoyama, 1954

Taizō Yokoyama (jap. 横山 泰三, Yokoyama Taizō; * 28. Februar 1917 in der Präfektur Kōchi, Japan; † 10. Juni 2007 in der Präfektur Kanagawa, Japan) war ein japanischer Comiczeichner und Karikaturist.
Seine Karriere als professioneller Zeichner startete Yokoyama in der Nachkriegszeit, beeinflusst von seinem älteren Bruder Ryūichi, der ebenfalls Comiczeichner war.
1950 landete er mit der Comicstripserie Pūsan (プーサン), die er für die Zeitung Mainichi Shimbun schuf, seinen ersten Erfolg. Für Pūsan erhielt er 1954 den Kikuchi-Kan-Preis. Kon Ichikawa setzte Yokoyamas Geschichten um Pūsan 1953 als Realfilm um. 1954 begann der Zeichner seine Karikaturenserie Shakai Gihyō (社会戯評). 39 Jahre lang, bis 1992, zeichnete er zu dieser Serie über 13.500 Karikaturen für die Zeitung Asahi Shimbun.
Er starb 2007 im Alter von 90 Jahren an einer Lungenentzündung.